# Futebolista do Ano em Portugal

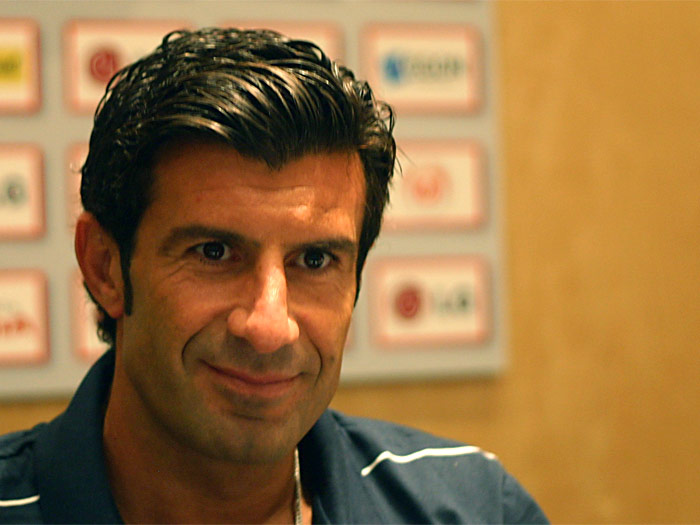
Luís Figo venceu o prémio seis vezes.

O Futebolista do Ano em Portugal (muitas vezes chamado de o Futebolista Português do Ano Pela CNID) foi um prémio anual dado ao jogador que foi destacado por ter sido o melhor do ano na Primeira Liga. Entre 1970 e 2000, este prémio foi concedido a um jogador de futebol Português jogando em um país estrangeiro ou em qualquer campeonato de primeira divisão de Portugal. Desde 2006, este prémio só é concedido aos melhores jogadores de futebol que atuam na primeira divisão do futebol português, que então passou a ser chamado Futebolista do Ano da Primeira Liga, e o vencedor é escolhido por uma votação entre os membros do Clube Nacional de Imprensa Desportiva (CNID).
O Futebolista do Ano em Portugal (de 1970 a 2000) era apresentado desde 1970, quando o primeiro vencedor foi o atacante do Benfica Eusébio, e o prémio foi concedido pelo jornal Português Diário Popular. O último vencedor do prémio foi Luís Figo, em 2000. Sete jogadores ganharam o prémio em mais de uma ocasião. Luís Figo ganhou o prémio na maioria das ocasiões, tendo vencido seis vezes seguidas.

## Futebolista do Ano em Portugal
O Futebolista do Ano em Portugal ou o Futebolista Português do Ano Pela CNID (de 1970 a 2000) foi um prémio anual dado a um jogador Português em países estrangeiros ou de qualquer jogador da Primeira Liga (nunca nenhum jogador estrangeiro ganhou o prémio, mas foram nomeados como o brasileiro Jardel em 1999), que é agraciado por ter sido o melhor da temporada. O primeiro prémio foi entregue pelo jornal Diário Popular atacante Português do Benfica Eusébio, em 1970. Luís Figo ganhou o troféu na maioria das ocasiões, tendo vencido seis vezes seguidas. O prêmio foi concedido em 31 ocasiões até 2000, com 18 vencedores diferentes.

### Vencedores

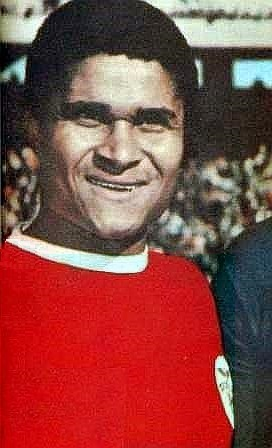
Eusébio foi o primeiro vencedor do prémio, em 1970.

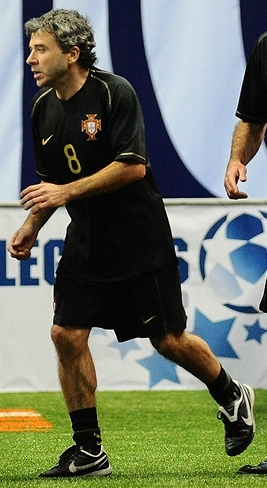
Rui Barros foi premiado em 1988.

| Ano  | Jogador          | Liga                   | Clube                     | Posição    | Fontes | Notas |
| ---- | ---------------- | ---------------------- | ------------------------- | ---------- | ------ | ----- |
| 1970 | Eusébio          | Primeira Liga          | SL Benfica                | Atacante   |        | [a]   |
| 1971 | Nené             | Primeira Liga          | SL Benfica                | Atacante   |        |       |
| 1972 | Toni             | Primeira Liga          | SL Benfica                | Meio-campo |        |       |
| 1973 | Eusébio          | Primeira Liga          | SL Benfica                | Atacante   |        | [b]   |
| 1974 | Humberto Coelho  | Primeira Liga          | SL Benfica                | Zagueiro   |        |       |
| 1975 | João Alves       | Primeira Liga          | Boavista FC               | Meio-campo |        |       |
| 1976 | Fernando Chalana | Primeira Liga          | SL Benfica                | Meio-campo |        |       |
| 1977 | Manuel Bento     | Primeira Liga          | SL Benfica                | Goleiro    |        |       |
| 1978 | António Oliveira | Primeira Liga          | FC Porto                  | Meio-campo |        |       |
| 1979 | José Costa       | Primeira Liga          | FC Porto                  | Meio-campo |        |       |
| 1980 | Rui Jordão       | Primeira Liga          | Sporting CP               | Atacante   |        |       |
| 1981 | António Oliveira | Primeira Liga          | FC Penafiel / Sporting CP | Meio-campo |        |       |
| 1982 | António Oliveira | Primeira Liga          | Sporting CP               | Meio-campo |        | [c]   |
| 1983 | Fernando Gomes   | Primeira Liga          | FC Porto                  | Atacante   |        |       |
| 1984 | Fernando Chalana | Primeira Liga          | SL Benfica                | Meio-campo |        |       |
| 1985 | Carlos Manuel    | Primeira Liga          | SL Benfica                | Meio-campo |        |       |
| 1986 | Paulo Futre      | Primeira Liga          | FC Porto                  | Meio-campo |        |       |
| 1987 | Paulo Futre      | Primeira Liga/ La Liga | FC Porto/Atlético Madrid  | Meio-campo |        |       |
| 1988 | Rui Barros       | Primeira Liga/ Serie A | FC Porto/Juventus         | Meio-campo |        |       |
| 1989 | Vítor Baía       | Primeira Liga          | FC Porto                  | Goleiro    |        |       |
| 1990 | Domingos         | Primeira Liga          | FC Porto                  | Atacante   |        |       |
| 1991 | Vítor Baía       | Primeira Liga          | FC Porto                  | Goleiro    |        |       |
| 1992 | João Pinto       | Primeira Liga          | SL Benfica                | Atacante   |        |       |
| 1993 | João Pinto       | Primeira Liga          | SL Benfica                | Atacante   |        |       |
| 1994 | João Pinto       | Primeira Liga          | SL Benfica                | Atacante   |        |       |
| 1995 | Luís Figo        | Primeira Liga/ La Liga | Sporting CP/Barcelona     | Meio-campo |        |       |
| 1996 | Luís Figo        | La Liga                | Barcelona                 | Meio-campo |        | [d]   |
| 1997 | Luís Figo        | La Liga                | Barcelona                 | Meio-campo |        |       |
| 1998 | Luís Figo        | La Liga                | Barcelona                 | Meio-campo |        | [e]   |
| 1999 | Luís Figo        | La Liga                | Barcelona                 | Meio-campo | [ 1 ]  | [f]   |
| 2000 | Luís Figo        | La Liga                | Barcelona/Real Madrid     | Meio-campo | [ 2 ]  | [g]   |

## Melhor Atleta Português no Exterior CNID (2006 -)
O Melhor Atleta Português no Exterior CNID  é um prémio anual dado aos atletas portugueses com desempenho destacado fora de Portugal, julgado pelo CNID. O prémio é concedido aos jogadores de futebol, bem como para os atletas de outros desportes.
| Year | Winner*                            | Club                          | Source |
| ---- | ---------------------------------- | ----------------------------- | ------ |
| 2006 | Deco                               | Barcelona                     | [ 3 ]  |
| 2007 | Cristiano Ronaldo                  | Manchester United             | [ 3 ]  |
| 2008 | Cristiano Ronaldo                  | Manchester United             | [ 4 ]  |
| 2009 | Cristiano Ronaldo                  | Real Madrid                   | [ 5 ]  |
| 2010 | Simão                              | Atlético Madrid               | [ 6 ]  |
| 2011 | Cristiano Ronaldo                  | Real Madrid                   | [ 7 ]  |
| 2012 | Cristiano Ronaldo                  | Real Madrid                   | [ 8 ]  |
| 2013 | Cristiano Ronaldo                  | Real Madrid                   | [ 9 ]  |
| 2014 | Pepe                               | Real Madrid                   | [ 10 ] |
| 2015 | Cristiano Ronaldo                  | Real Madrid                   | [ 11 ] |
| 2016 | Cristiano Ronaldo                  | Real Madrid                   | [ 12 ] |
| 2017 | Cristiano Ronaldo                  | Real Madrid                   |        |
| 2018 | Cristiano Ronaldo / Bernardo Silva | Real Madrid / Manchester City |        |
| 2019 | Cristiano Ronaldo                  | Juventus                      | [ 14 ] |

*Listados somente os jogadores de futebol

## Futebolista do Ano da Primeira Liga (2006- )
O Futebolista do Ano CNID ou Primeira Liga Futebolista do Ano, entregue pela National Press Club Sports (CNID), que se distingue o melhor jogador a jogar na Primeira Liga. Em 2006, durante a celebração do 40 º aniversário do CNID, o prémio foi apresentado oficialmente pela primeira vez, sendo entregue ao FC Porto atacante Ricardo Quaresma. Desde 2011, a SCC e NOS, em conjunto, assumiram o patrocínio dos prémios da CNID entregues anualmente. Graças a este novo acordo de patrocínio, todos os prémios relacionados ao futebol são entregues durante a festa de gala da Liga Portuguesa de Futebol Profissional (LPFP).